# Louise Phister
Louise Petrine Amalie Phister, född den 21 januari 1816 i Köpenhamn, död där den 12 januari 1914, var en dansk skådespelerska, aktiv 1829–1895. 
Hon var dotter till naalemagermester William Valerius Petersen och Gjertrud Marie Hansdatter. Efter faderns död sökte hon anställning som korist, men fick 1829 bli Anna Nielsens elev då man såg hennes dramatiska talang: av ekonomiska skäl blev hon också Nielsens piga till sitt giftermål. 
Hon debuterade på Det Kongelige Teater i Köpenhamn 1835. Hon var subrettaktör och som sådan mycket använd vid teatern, och användes även till vaudeviller, byxroller och, efter 1873, till gummroller. Hon fick förtjänst medalj 1885 och slog rekord då hon 1895 avgick efter 60 säsonger. Hon uppträdde sista gången 1901.   
Hon gifte sig 1846 med skådespelaren Joachim Ludvig Phister.